# Pałac w Bilczach Złotych
Pałac w Bilczach Złotych –  wybudowany w 1866 r. przez Adama Stanisława Sapiehę.

## Zamek
Dzieje Bilczych Złotych są stosunkowo mało znane. Wiadomo, że dobra te były własnością rodziny Potockich. Miejscowy zamek wybudowany prawdopodobnie w XVI w. przez Jazłowieckich został zniszczony przez Tatarów w pierwszej połowie XVII w. Obecnie po zamku pozostały nieznaczne ślady.

## Pałac
W 1854 r. wieś kupił ks. Adam Stanisław Sapieha, który wzniósł w 1866 r. obszerny pałac. Obiekt został prawdopodobnie zburzony przez bolszewików po II wojnie światowej za czasów ZSRR. W jego miejsce wybudowano dom kultury w stylu socrealistycznym.

## Park
Park, w którym mieści się rezydencja istniał już w XVIII w. Zajmuje on 11 ha i jest jednym z najcenniejszych w zachodniej części Ukrainy. Znaleźć w nim można imponującą liczbę gatunków drzew, m.in. tulipanowce, orzech grecki, sosnę krymską. Wiele drzew w parku ma olbrzymie wymiary, wyróżnią się olbrzymia korona lipy w centrum parku.